# He Zhuoqiang
He Zhuoqiang (en chino: 何灼强; 12 de enero de 1967) es un deportista chino que compitió en halterofilia.
Participó en los Juegos Olímpicos de Seúl 1988, obteniendo una medalla de bronce en la categoría de 52 kg. Ganó dos medallas de plata en el Campeonato Mundial de Halterofilia, en los años 1987 y 1989.

## Palmarés internacional
| Juegos Olímpicos   | Juegos Olímpicos         | Juegos Olímpicos  | Juegos Olímpicos |
| Año                | Lugar                    | Medalla           | Categoría        |
| ------------------ | ------------------------ | ----------------- | ---------------- |
| 1988               | Seúl (Corea del Sur)     | Medalla de bronce | 52 kg            |
| Campeonato Mundial |                          |                   |                  |
| Año                | Lugar                    | Medalla           | Categoría        |
| 1987               | Ostrava (Checoslovaquia) | Medalla de plata  | 52 kg            |
| 1989               | Atenas (Grecia)          | Medalla de plata  | 52 kg            |